# Anemia × espiritosantensis
Anemia × espiritosantensis là một loài dương xỉ trong họ Anemiaceae. Loài này được Brade mô tả khoa học đầu tiên năm 1948.